# Bro (Svezia)
Bro è un'area urbana della Svezia situata nel comune di Upplands-Bro, contea di Stoccolma.
La popolazione risultante dal censimento 2010 era di 7 050 abitanti .